# Stienta
Stienta là một đô thị ở tỉnh Rovigo ở vùng Veneto của Ý, có khoảng cách khoảng 80 km về phía tây nam của Venezia và khoảng 25 km về phía tây nam của Rovigo. Tại thời điểm ngày 31 tháng 12 năm 2004, đô thị này có dân số 3.118 người và diện tích là 24,1 km².
Đô thị Stienta có các frazioni (các đơn vị cấp dưới, chủ yếu là các làng) Argine Sabato, Argine Valle Est, Argine Valle Ovest, Beccari, Bentivoglio, Boaria Gilliola, Boaria Guerra, Boaria Roveta, Boaria Val dell'Oca e Casetta, Boaria Val di Mezzo, Boaria Varotta, Brigo, Chiavicone, Fazzenda, Folega, Guratti, Ponte Favarzano, Prati Nuovi, Sabbioni, và Zampine.
Stienta giáp các đô thị: Bagnolo di Po, Castelguglielmo, Ferrara, Fiesso Umbertiano, Gaiba, Occhiobello.